# Лонкув
Лонкув (пол. Łąków) — село в Польщі, у гміні Кшешиці Суленцинського повіту Любуського воєводства.
Населення — 20 осіб (2011).
У 1975—1998 роках село належало до Гожовського воєводства.

## Демографія
Демографічна структура станом на 31 березня 2011 року:
|          | Загалом | Допрацездатний вік | Працездатний вік | Постпрацездатний вік |
| -------- | ------- | ------------------ | ---------------- | -------------------- |
| Чоловіки | 11      | 3                  | 8                | 0                    |
| Жінки    | 9       | 1                  | 6                | 2                    |
| Разом    | 20      | 4                  | 14               | 2                    |